# Rademacher
Rademacher ist ein deutscher Familienname.

## Herkunft und Bedeutung
Rademacher ist ein Berufsname für den Beruf des Rademachers.

## Familienname
Rademacher ist der Name folgender Familien:
- Rademacher (Adelsgeschlecht), westfälisches Briefadelsgeschlecht
- Rademacher von Radehausen, deutsch-niederländisches Briefadelsgeschlecht

## Namensträger
Rademacher ist der Familienname folgender Personen:
- Arno Rademacher (1963–2017), deutscher Politiker (SPD, Die Friesen)
- Arnold Rademacher (1873–1939), deutscher Priester, Theologe und Philosoph
- Beate Rademacher (* 1953), deutsche Sängerin, Kabarettistin und Schauspielerin
- Bernhard Rademacher (1901–1973), deutscher Agrarwissenschaftler
- Carl Rademacher (1859–1935), deutscher Prähistoriker und Heimatforscher
- Cay Rademacher (* 1965), deutscher Journalist und Schriftsteller
- Dorothea Charlotte Rademacher (1764–nach 1817), eine deutsche Theaterschauspielerin
- Erich Rademacher (1901–1979), deutscher Schwimmer
- Ernst Rademacher (1903–1964), deutscher Politiker (NSDAP)
- Falko Rademacher (* 1974), deutscher Schriftsteller und Satiriker
- Franz Rademacher (Kunsthistoriker) (1899–1987), deutscher Kunsthistoriker
- Franz Rademacher (Diplomat) (1906–1973), deutscher Mitorganisator des Holocaust
- Franz Josef Radermacher (* 1950), deutscher Mathematiker und Wirtschaftswissenschaftler
- Günter Rademacher (1948–2017), deutscher Fußballspieler
- Hanna Rademacher (1881–1979), deutsche Schriftstellerin
- Hans Rademacher (1892–1969), deutscher Mathematiker
- Heinrich Rademacher (1908–1984), deutscher Politiker (KPD), MdL Hessen
- Hellmut Rademacher (1927–2018), deutscher Kunsthistoriker mit dem Spezialgebiet Plakate und Gebrauchsgraphik
- Hellmuth Rademacher (1900–1984), deutscher Jurist, Landrat des Landkreises Bad Kreuznach
- Hermann Rademacher (1841–1919), deutscher Richter und Politiker (DFP), MdR
- Horst Rademacher (Politiker) (1923–1990), deutscher Politiker (SED)
- Horst Rademacher (Journalist) (* 1954), deutscher Wissenschaftsjournalist
- Hubert Rademacher (1902–1969), deutscher Architekt
- Irma Wolpe Rademacher (1902–1984), US-amerikanische Pianistin und Klavierpädagogin
- Jacob Rademacher (1550?–1620), deutscher Steinbildhauer, siehe Jacob Meyerheine
- Joachim Rademacher (1906–1970), deutscher Schwimmer und Wasserballspieler
- Johann Gottfried Rademacher (1772–1850), deutscher Arzt
- Joseph Rademacher (1840–1900), US-amerikanischer Geistlicher, Bischof von Fort Wayne
- Kirsten Rademacher (* 1973), deutsche Fernsehjournalistin und -moderatorin
- Lars Rademacher (* 1972), deutscher Medienwissenschaftler
- Leopold Rademacher (1864–1935), deutscher Landrat und Abgeordneter
- Lukas Rademacher (* 1981), deutscher Rechtswissenschaftler und Hochschullehrer
- Lutz Rademacher (* 1969), deutscher Dirigent und Generalmusikdirektor
- Manfred Rademacher (Beamter) (1930–2012), deutscher Beamter
- Manfred Rademacher (Politiker) (* 1954), deutscher Politiker (SPD)
- Marc Rademacher (* 1990), deutscher Bobsportler
- Michael Rademacher (* 1952), deutscher Politiker (SPD)
- Nana Rademacher (* 1966), deutsche Schriftstellerin
- Niklas Rademacher (* 1982), deutscher Volleyball- und Beachvolleyballspieler
- Otto Rademacher (1847–1918), deutscher Historiker
- Paul Rademacher (Unternehmer) (1842–1915), österreichischer Chemieunternehmer
- Paul Rademacher (Politiker), deutscher Politiker (CDU), MdL Sachsen
- Paul Rademacher (Grafiker) (1901–1989), deutscher Werbegrafiker und Maler
- Paul Rademacher (Chemiker) (* 1940), deutscher Chemiker und Hochschullehrer
- Pete Rademacher (1928–2020), amerikanischer Boxer
- Peter Rademacher (* 1958), deutscher Designer, Galerist und Aktionskünstler
- Reinhard Schulat-Rademacher (1940–2010), deutscher Synchronsprecher, Hörspielsprecher und Schauspieler
- Reinhold Rademacher (1609–1668), schwedischer Industrieller
- Robert Rademacher (* 1939), deutscher Automobilunternehmer und Kunstsammler
- Sandra Rademacher (* 1978), deutsche Erziehungswissenschaftlerin
- Stefan Rademacher (* 1961), deutscher Fusionmusiker
- Susanna Rademacher (1899–1980), deutsche Übersetzerin
- Ulrich Rademacher (* 1952), deutscher Pianist, Hochschullehrer und Präsidiumsmitglied des Deutschen Musikrates
- Walther Rademacher (1879–1952), deutscher Jurist, Industrieller und Politiker, MdR
- Werner Rademacher (Tischtennisspieler), deutscher Tischtennisspieler
- Werner Rademacher, ein Pseudonym von Walter Lüftl (* 1933), österreichischer Bauingenieur
- Wilhelm Rademacher (1899–1985), deutscher Gärtner und Gartendirektor
- Willy Max Rademacher (1897–1971), deutscher Politiker (FDP)